# Vitexina
Vitexina é uma flavona e um glicosídeo derivado da apigenina, encontrado na flor-da-paixão, nas folhas do bambu Phyllostachys nigra, em algumas espécies de milhete e nas folhas do pilriteiro.

## Efeitos
A flor-da-paixão (Passiflora incarnata), usada historicamente pelos indígenas norte-americanos para o tratamento de insônia e ansiedade, tem a vitexina como um de seus principais flavonoides. Juntamente com outros compostos, a vitexina possivelmente possui ação agonista nos receptores de GABA do cérebro humano, de forma semelhante às benzodiazepinas.